# Zwarte sigatokaziekte

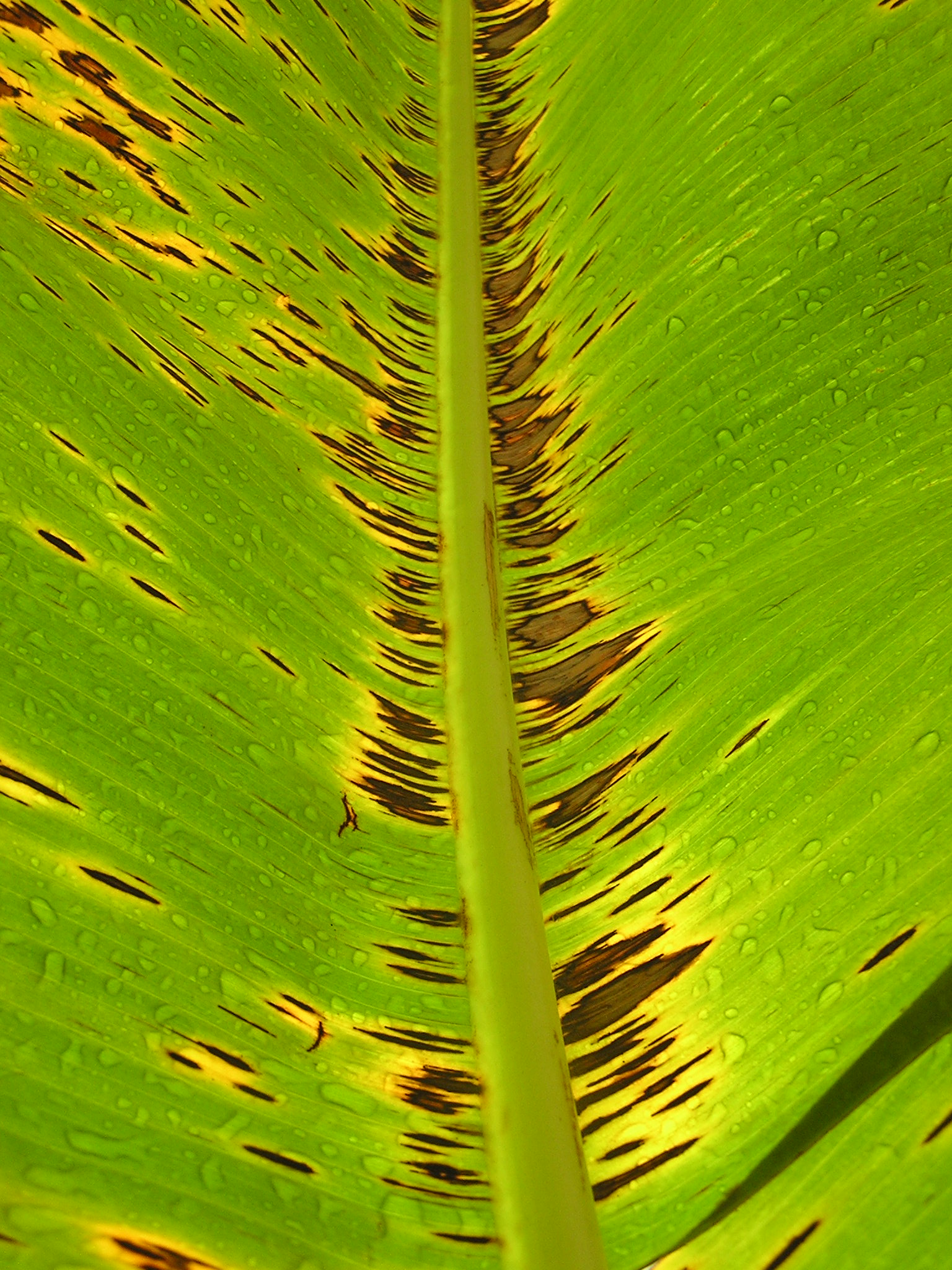
Vlekken van de zwarte sigatokaziekte op een volgroeid bananenblad

De zwarte sigatokaziekte is een schimmelziekte die bananenplanten aantast en de bananenoogst tot de helft kan reduceren. De ziekte is vernoemd naar de Sigatokavallei op het eiland Viti Levu (Fiji), waar de ziekte tussen 1912 en 1923 epidemische vormen aannam.
De ziekte wordt veroorzaakt door de bladschimmel Mycosphaerella fijiensis (synoniem: Pseudocercospora fijiensis), een zeer agressieve schimmel die in hoog tempo resistentie tegen fungiciden ontwikkelt en hierdoor zeer moeilijk te bestrijden is. Samen met de Panamaziekte vormt deze ziekte een ernstige bedreiging voor de bananenteelt. Wetenschappelijk onderzoek richt zich op het opsporen van de natuurlijke resistentiegenen van de banaan, om middels genetische modificatie te komen tot een bananenvariant die niet kan worden aangetast door de schimmel.

## Voetnoot
1. ↑  De banaan heeft het (nog) moeilijk Trouw, 22 augustus 2016